# Pitepalt
Pitepalt è un piatto svedese tipico della città di Piteå ma diffuso in altre zone del paese.

## Caratteristiche
Consiste in una variante locale del kroppkaka, una sorta di canederli di patate ripieni di carne. Il piatto, come tutti i piatti tradizionali ha molte varianti.
Il pitepalt è fondamentalmente composto di patate e orzo (a differenza del kroppkaka che non ne prevede l'uso). Solitamente vengono usate patate e orzo già bolliti insieme a cipolla, sale e carne di maiale tritati.